# ドウェイン・デドモン
ドウェイン・ジャマール・デドモン （Dewayne Jamal Dedmon, 1989年8月12日 - ）は、アメリカ合衆国カリフォルニア州ランカスター出身のプロバスケットボール選手。ポジションはセンター。

## 経歴

### ハイスクール
母親の宗教上の理由から、ランカスター高等学校ではバスケットボールプレーヤーとなることは出来なかったが、18歳を超えた頃には身長203cmに達しており、成年の権利として、チームに加わり本格的にプレーを始めたのは高校卒業後で、地元のコミュニティ・カレッジに進学した1年後の2009年からであった。現在のNBAプレーヤーとしては稀有な経歴の持ち主である。

### カレッジ
2010年4月14日にアンテロープ・バレー大学からに南カリフォルニア大学に転校し、2010-11シーズンはNCAAの転校ルールによってプレーできなかったが、2011-12、2012-13の2シーズンをスターターとしてプレーした。

### ゴールデンステート・ウォリアーズ
2013年のNBAドラフトでは指名がなく、マイアミ・ヒートやダラス・マーベリックスの一員としてサマーリーグに参加し、9月23日にゴールデンステート・ウォリアーズとの契約に合意した。しかし、プレシーズンゲーム5試合に出場したのみで10月25日に解雇された。
11月1日にDリーグのサンタクルーズ・ウォリアーズに加入し、同月18日にゴールデンステート・ウォリアーズとの再契約に合意し、再びDリーグにアサインされた。

### フィラデルフィア・76ers
2014年1月14日にフィラデルフィア・76ersと2度の10日間契約を得たが、２月2日に契約は解消された。同日、Dリーグのオールスターロースターに選出されゲームに出場した。翌日、Dリーグのサンタクルーズ・ウォリアーズに戻った。

### オーランド・マジック
2014年2月25日から、オーランド・マジックと2度の10日間契約を経て 、3月17日に複数年契約を結んだ。
2014年7月、サマーリーグに参加し、2014-15シーズンは初めて全シーズンをNBAで過ごし、2015年3月8日、ボストン・セルティックス戦で、キャリアハイとなる11得点、16リバウンドを記録した。2015年11月7日、フィラデルフィア・76ers戦でキャリアハイを12得点に伸ばした。
2015-16シーズンは、2016年3月5日、Dリーグ、マジック傘下のエリー・ベイホークスにアサインされたが、2日後、呼び戻された。2016年3月26日、シカゴ・ブルズ戦で、スターターで22分出場し、キャリアハイとなる18得点、シーズンハイの13リバウンドを記録した 。

### サンアントニオ・スパーズ
2016年7月7日にサンアントニオ・スパーズと2年契約を結んだ。シーズン開幕戦にベンチから16分出場し、2得点、8リバウンド、2ブロック、1スティールを記録し、自身のNBAデビューチームであるゴールデンステート・ウォリアーズに、129–100で勝利した。ロデオ・ロード・トリップ3戦目となる2月10日のデトロイト・ピストンズ戦ではシーズンハイの17得点、キャリアハイの17リバウンドのダブルダブルを記録し、103-92での勝利に貢献した。2017年1月19日にパウ・ガソルが左手第4中手骨を骨折し、長期の欠場となったのに伴いスターターとなり、デフェンス効率が優れていることから、ガソル復帰後もスターターに定着した。

### アトランタ・ホークス
2017年7月12日にプレイヤーオプション付の2年1400万ドルでアトランタ・ホークスと契約。

### サクラメント・キングス
2019年夏にサクラメント・キングスと3年4000万ドルで契約した。

### ホークス復帰
2020年2月5日にアレックス・レン、ジャバリ・パーカーとのトレードでホークスに復帰した。

### マイアミ・ヒート
2021年4月8日にマイアミ・ヒートと契約した。
2020-21シーズン終了後、2021年8月6日にヒートと単年ベテラン最低保証額で再契約した。
2023年2月7日に金銭とのトレードでサンアントニオ・スパーズへ放出されたが、2日後に解雇された。

### 76ers復帰
同月14日に古巣であるフィラデルフィア・76ersでの契約に合意した。

### オンタリオ・クリッパーズ
11月17日にNBAGリーグのオンタリオ・クリッパーズとの契約に合意した。 
2024年2月21日にクリッパーズから解雇された。

## 個人成績

### NBA

#### レギュラーシーズン
| シーズン | チーム | GP  | GS  | MPG  | FG%  | 3P%  | FT%  | RPG | APG | SPG | BPG | PPG  |
| -------- | ------ | --- | --- | ---- | ---- | ---- | ---- | --- | --- | --- | --- | ---- |
| 2013–14  | GSW    | 4   | 0   | 1.5  | .000 | ---  | .500 | .0  | .0  | .0  | .0  | .3   |
| 2013–14  | PHI    | 11  | 0   | 13.6 | .517 | ---  | .538 | 4.5 | .3  | .0  | .8  | 3.4  |
| 2013–14  | ORL    | 16  | 6   | 14.6 | .434 | ---  | .765 | 4.9 | .1  | .4  | .8  | 3.7  |
| 2014–15  | ORL    | 59  | 15  | 14.3 | .562 | .000 | .531 | 5.0 | .2  | .3  | .8  | 3.7  |
| 2015–16  | ORL    | 58  | 20  | 12.2 | .559 | ---  | .750 | 3.9 | .2  | .4  | .8  | 4.4  |
| 2016–17  | SAS    | 76  | 37  | 17.5 | .622 | ---  | .699 | 6.5 | .6  | .5  | .8  | 5.1  |
| 2017–18  | ATL    | 62  | 46  | 24.9 | .524 | .355 | .779 | 7.9 | 1.5 | .6  | .8  | 10.0 |
| 2018–19  | ATL    | 64  | 52  | 25.1 | .492 | .382 | .814 | 7.5 | 1.4 | 1.1 | 1.1 | 10.8 |
| 2019–20  | SAC    | 34  | 10  | 15.9 | .404 | .197 | .821 | 4.9 | .4  | .4  | .8  | 5.1  |
| 2019–20  | ATL    | 10  | 8   | 23.3 | .393 | .222 | .875 | 8.2 | .7  | 1.0 | 1.5 | 8.1  |
| 2020–21  | MIA    | 16  | 0   | 13.1 | .708 | .200 | .741 | 5.4 | .8  | .6  | .4  | 7.1  |
| 2021–22  | MIA    | 67  | 15  | 15.9 | .566 | .404 | .750 | 5.8 | .7  | .4  | .6  | 6.3  |
| 2022–23  | MIA    | 30  | 0   | 11.7 | .496 | .297 | .727 | 3.6 | .5  | .2  | .5  | 5.7  |
| 2022–23  | PHI    | 8   | 1   | 9.5  | .591 | .500 | .200 | 3.1 | 1.3 | .3  | .6  | 3.5  |
| 通算     | 通算   | 515 | 210 | 17.3 | .526 | .336 | .731 | 5.8 | .7  | .5  | .8  | 6.3  |

#### プレーオフ
| シーズン | チーム | GP | GS | MPG  | FG%  | 3P%  | FT%  | RPG | APG | SPG | BPG | PPG |
| -------- | ------ | -- | -- | ---- | ---- | ---- | ---- | --- | --- | --- | --- | --- |
| 2017     | SAS    | 12 | 3  | 8.1  | .609 | ---  | .531 | 3.9 | .3  | .2  | .3  | 3.8 |
| 2021     | MIA    | 4  | 0  | 14.3 | .556 | .333 | .800 | 4.5 | .8  | .0  | .5  | 6.3 |
| 2022     | MIA    | 14 | 0  | 9.9  | .467 | .100 | .833 | 3.0 | .4  | .1  | .2  | 3.8 |
| 2023     | PHI    | 1  | 0  | 5.0  | .000 | .000 | ---  | 1.0 | .0  | .0  | .0  | .0  |
| 通算     | 通算   | 31 | 3  | 9.6  | .517 | .143 | .633 | 3.5 | .4  | .1  | .3  | 4.0 |

### カレッジ
| シーズン | チーム | GP | GS | MPG  | FG%  | 3P%  | FT%  | RPG | APG | SPG | BPG | PPG |
| -------- | ------ | -- | -- | ---- | ---- | ---- | ---- | --- | --- | --- | --- | --- |
| 2011–12  | USC    | 20 | 20 | 23.3 | .551 | .000 | .537 | 5.5 | .3  | .7  | 1.0 | 7.6 |
| 2012–13  | USC    | 31 | 29 | 22.3 | .500 | .000 | .681 | 7.0 | .6  | 1.1 | 2.1 | 6.7 |
| 通算     | 通算   | 51 | 49 | 22.7 | .520 | .000 | .614 | 6.4 | .5  | .9  | 1.7 | 7.1 |

## 家族
父トーマスと母ゲイル、2人の姉サブリナ、マリーナの家庭に、1989年ランカスターで生まれた。父親は彼が3歳のとき自殺し、母親は熱心なエホバの証人の信者で、ドウェインは親権を離れるまで競技に参加することができなかった。